# Вульчи
Вульчи (итал. Vulci, Volci, этр. Velch, Velx, Velc) — древний город этрусков, расположенный в 8 км к западу от реки Армента (ныне — Фьора).
Вульчи входил в Союз двенадцати городов Этрурии. История сохранила единственное упоминание этого города — в связи с празднованием в 280 г. до н. э. триумфа по случаю победы римлян над Вульчи. Вскорости римляне превратили принадлежавший Вульчи порт Коса в римскую колонию Ансидонию.
О значении и богатстве Вульчи свидетельствуют найденный в 1828 году богатый на археологические шедевры некрополь в местечке под названием Vian de Voci, которому многие европейские музеи обязаны своими ценнейшими экспонатами: роскошными вазами, украшениями из драгоценных металлов и бронзы.
Многочисленные находки из исчезнувшего города и других мест археологических раскопок в окрестностях Вульчи можно осмотреть в Археологическом музее Вульчи, который разместился в одноимённом замке. Рядом с замком находится известный арочный мост Ponte della Badia, построенный этрусками.
На территории Вульчи располагалась крепость, известная по современному археологическому памятнику Рофалько. После взятия римлянами крепость и город были заброшены.